# È stato ucciso un poliziotto
È stato ucciso un poliziotto (titolo originale The Cop-Killer), pubblicato per la prima volta in Italia con il titolo Nero Wolfe tra gli specchi e anche con il titolo Nero Wolfe nei guai nel n. 1 della rivista Oscar del Giallo (1º dicembre 1965) e Chi ha ucciso il poliziotto? è la quindicesima novella gialla di Rex Stout con Nero Wolfe protagonista.

## Storia editoriale
Il racconto fu pubblicato per la prima volta nel numero di febbraio 1951 sulla rivista The American Magazine e in formato libro nella raccolta Triple Jeopardy nel 1952.

## Trama
Tina e Carl Vadas, commessi del barbiere che serve Archie Goodwin, sono interrogati da un poliziotto circa un investimento. Ma i due coniugi si trovano negli Stati Uniti illegalmente e, per paura di essere denunciati, corrono alla casa di arenaria per spiegare ad Archie il problema. Sfortunatamente il poliziotto è stato ucciso immediatamente prima che lasciassero il negozio, e quindi la squadra omicidi, convinta della loro colpevolezza, li sta cercando. Archie decide di correre il rischio di nascondere i coniugi in casa di Wolfe e si reca dal barbiere, con il pretesto di farsi radere, per seguire l'andamento delle indagini. Alla fine persino Wolfe in persona farà la sua apparizione nel negozio, risolvendo il mistero mentre si fa tagliare i capelli.

### Personaggi principali
- Nero Wolfe: investigatore privato
- Archie Goodwin: assistente di Nero Wolfe e narratore di tutte le storie
- Joel Fickler, Jimmie Kirk, Philip Toracco, Tom Yerkes, Janet Stahl, Carl e Tina Vardas, Ed Graboff: del salone per uomo Goldenrod
- Jacob Wallen: poliziotto del Ventesimo Distretto
- Cramer: ispettore della Squadra Omicidi
- Purley Stebbins: sergente della Squadra Omicidi

## Critica
"Wolfe risolve enigmi multipli con il ragionamento deduttivo. Questa è una storia realistica, con una trama forte e indizi leali, con alcuni personaggi ben tratteggiati. La descrizione di un salone di barbiere della zona di Midtown Manhattan negli anni '50 suona autentica. I "ragazzi" fanno uso della reputazione di buffone di Archie per evitare potenziali problemi legali."
"Molti dei romanzi brevi che Stout scrisse nei tardi anni '40 e nei primi anni '50 non sono molto buoni. The Cop-Killer (1951) soffre di spiacevoli trattamenti dei personaggi: sessismo nelle affermazioni di Janet (capitoli 2, 5) e una caratterizzazione negativa dei rifugiati (capitolo 4). Il racconto ha un'idea ben nascosta nella sua soluzione. Come Too Many Detectives (1956), la trama si concentra sull'"economia della conoscenza", mostrando come circolano le informazioni. Diverse trame di Stout comprendono un intricato balletto di "chi sapeva cosa" di questo tipo. Il personaggio ricorrente Purley Stebbins dice che la vittima aveva una "traccia" che non aveva condiviso con nessuno (capitolo 2). Questa affermazione di Stebbins evidenzia l'esistenza di un indizio, che nessuno conosce nel dettaglio specifico. Questo ricorda Disguise for Murder, dove Archie Goodwin dice al lettore che Wolfe ha un indizio, ma non dice di cosa si tratti."

## Edizioni
- Rex Stout, Nero Wolfe tra gli specchi, in La Domenica del Corriere, supplemento di Il Corriere della Sera, n. 34-40, 1951.
- Rex Stout, Chi ha ucciso il poliziotto?, collana I gialli di Ellery Queen, Garzanti, 1952,  p. 96.
- Rex Stout, Nero Wolfe nei guai, collana Gli Oscar del Giallo, R.M., 1965,  p. 70.
- Rex Stout, La pistola scomparsa, traduzione di Hilia Brinis, collana I Classici del Giallo Mondadori (n. 851), Arnoldo Mondadori Editore, 1999,  p. 220, ISSN 0009-8426.